# Диосмийнеодим
Диосмийнеодим — бинарное неорганическое соединение, интерметаллид
осмия и неодима
с формулой NdOs2,
кристаллы.

## Получение
- Сплавление стехиометрических количеств чистых веществ:

{\displaystyle {\mathsf {2\ Os+Nd\ {\xrightarrow {T}}\ NdOs_{2}}}}

## Физические свойства
Диосмийнеодим образует кристаллы
гексагональной сингонии,
пространственная группа P 63/mmc,
параметры ячейки a = 0,5368 нм, c = 0,8926 нм, Z = 4,
структура типа дицинкмагния MgZn2 (фаза Лавеса)
.